# Tricalamus meniscatus
Tricalamus meniscatus är en spindelart som beskrevs av Wang 1987. Tricalamus meniscatus ingår i släktet Tricalamus och familjen Filistatidae. Inga underarter finns listade i Catalogue of Life.